# Rechter Nebenarm der Weser
Der Rechte Nebenarm der Weser trennt die Insel Harriersand vom rechten Weserufer. Er ist der letzte durchgängig von Weserwasser durchströmte rechte Nebenarm des Flusses und trägt zumindest amtlich keinen klangvollen Namen. Das heißt, in den amtlichen Karten ist als Name „Rechter Nebenarm“ eingetragen. Er zweigt an der Fährplate vom Hauptstrom der Unterweser ab und mündet bei Sandstedt wieder ein.

## Gewässer

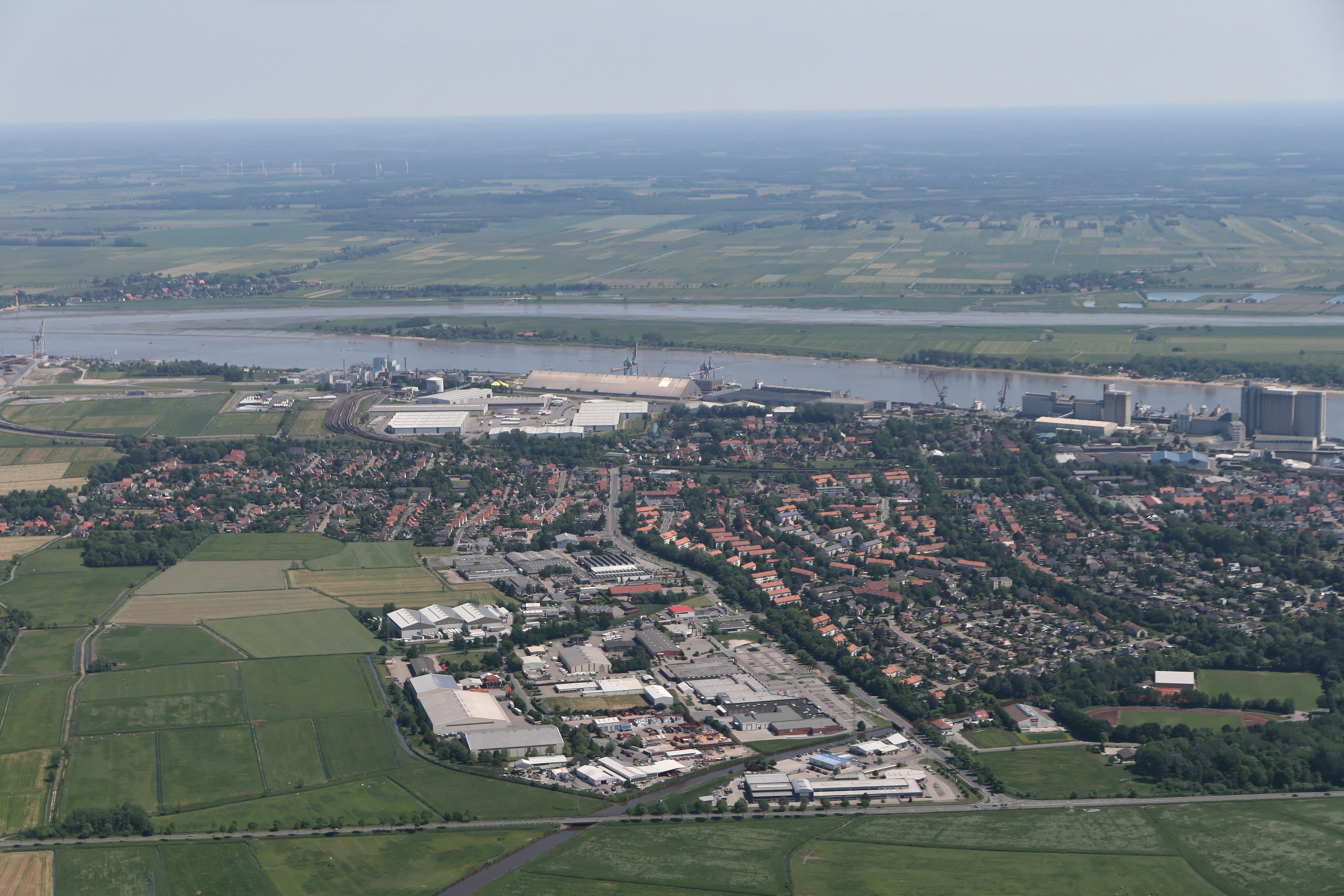
Blick über Brake auf die Mündung des Rechten Nebenarms (hinten) in den Hauptstrom der Weser (Mitte)

Er ist 11 bis 12 km lang und liegt wie die ganze Unterweser im Tidenbereich. Die obere Hälfte des Flussarms ist nur wenige Meter breit, die untere hat den Charakter eines Ästuars und Breiten bis zu einem halben Kilometer. Im Mündungsbereich hat man die Insel Harriersand strömungstechnisch durch Buhnen um einen halben Kilometer nach Norden verlängert.
Etwa einen Kilometer nördlich des Abgangs vom Hauptstrom überquert eine kleine Straßenbrücke den Rechten Nebenarm, sie ist die einzige Autozufahrt zum Harriersand. 
Der Rechte Nebenarm der Unterweser kann mit Sportbooten befahren werden, allerdings ist im oberen Teil das Fahrwasser bei Ebbe recht schmal. Segler müssen an der Straßenbrücke und an einer nicht weit davon kreuzenden Stromleitung den Mast umlegen. Der Bereich südlich der Straßenbrücke wird als Sporthafen genutzt.
Am rechten Ufer Flussarmes liegt das Marschland der Osterstade, bzw. auf mehr als der Hälfte der Gewässerstrecke eigentlich zwei vorgelagerte Inseln, die schon erwähnte Fährplate, heutzutage eine Halbinsel, und der Hammelwarder Sand. Hasseler Balje und Aschwardener Fleet, die den Hammelwarder Sand umgrenzen, sind durch Siele mit dem Rechten Nebenarm verbunden.

## Verwaltung
Der  Rechte Nebenarm der Weser fließt durch die Gemeindegebiete von Schwanewede im Landkreis Osterholz und von Hagen im Bremischen im Landkreis Cuxhaven.

## Naturschutzgebiet
Der Rechte Nebenarm der Weser ist ein ehemaliges Naturschutzgebiet. Das Gebiet mit dem Kennzeichen NSG LÜ 110 war rund 512 Hektar groß. Davon entfielen rund 312 Hektar auf den Landkreis Osterholz und rund 212 Hektar auf den Landkreis Cuxhaven. Das ehemalige Naturschutzgebiet war Bestandteil des FFH-Gebietes und des EU-Vogelschutzgebietes „Unterweser“. Das Gebiet stand seit dem 2. Mai 1985 unter Naturschutz. Zum 14. Februar 2019 ging es im Naturschutzgebiet „Tideweser“ auf. Zuständige untere Naturschutzbehörden waren die Landkreise Osterholz und Cuxhaven.
Das 11 Kilometer lange, ehemalige Naturschutzgebiet wurde durch die Inselbrücke zwischen der Weserinsel Harriersand und Rade im Süden sowie die Sommerdeiche auf dem Harriersand auf der (westlichen) Insel- und dem Hammelwarder Sand auf der (östlichen) Festlandseite begrenzt. Im Norden reichte das Schutzgebiet bis zum Segelhafen Sandstedt.

## Natur
Die Insel Harriersand ist durch Aufspülung der Zwischenräume zwischen ursprünglich sieben einzelnen Inseln im Rahmen der Weserkorrektur entstanden. Das eigentliche Fahrwasser befindet sich westlich der Insel. Der östlich der Insel gelegene Nebenarm konnte sich dagegen naturnah entwickeln. An seinen Ufern wachsen daher ausgedehnte tidebeeinflusste Röhrichte sowie einzelne Baumweiden und Weidengebüsche. Bei Niedrigwasser fallen Wattflächen trocken. Bei Sturmfluten befindet sich der Nebenarm im Einfluss von Brackwasser. Stellenweise sind auch von den Sommerdeichen begrenzte Grünländereien vorhanden.
Durch die ausgedehnten Röhrichtflächen (insgesamt etwa 190 Hektar) und in Verbindung mit der Strohauser Plate und der Schweiburg stellt das ehemalige Naturschutzgebiet einen der bedeutendsten Schutzkomplexe im Bereich der Unterweser dar.

## Pflanzen- und Tierwelt
Die Pflanzenwelt präsentiert sich als typisches Röhricht- und Wattgebiet mit einer geringen Vielfalt an Pflanzenarten: In den Röhrichten dominieren Schmalblättriger Rohrkolben und Breitblättriger Rohrkolben auf der Wasserseite, Wasserschwaden- und Rohrglanzgrasröhricht auf der Landseite. Die Sumpfdotterblume ist weit verbreitet.
In den Schilfgebieten brüten u. a. Teichrohrsänger, Rohrammern, Schilfrohrsänger, Rohrschwirl, Blaukehlchen, Bartmeise, Rohrweihe und Wasserralle. Als Gastvögel kommen Rohrdommel, Tüpfelsumpfhuhn, Wiesenweihe und Kornweihe vor.
Außerdem ist das Gebiet als Nahrungs- und Schlafgebiet von Schwänen, Gänsen und Enten von Bedeutung, die sich sonst in den umliegenden Gebieten aufhalten.